# Janne Kantanen
Janne Raineri Kantanen (* 14. Juli 1983 in Virtasalmi, jetzt Pieksämäki) ist ein finnischer Biathlet.
Janne Kantanen lebt in Virtasalmi und trainiert in Joensuu. Der Grenzer begann 1994 mit dem Biathlonsport. Seit 2003 gehört er dem finnischen Nationalkader an. Er wird von Tomi Kuutti trainiert und startet für Virtasalmen Urheilijat, zuvor für Pieksamaen Veikot 98.  Seine ersten internationalen Rennen bestritt er im Rahmen der Junioren-Rennen der Biathlon-Europameisterschaften 2001 in der Haute-Maurienne, bei denen er 33. im Sprint, 27. der Verfolgung und Siebter mit der Staffel wurde. Es folgte kurz darauf in Chanty-Mansijsk die erste Teilnahme an einer Junioren-Weltmeisterschaft. In Russland wurde der Finne 35. des Einzels und erneut Staffel-Siebter. Ein Jahr später nahm er in Ridnaun erneut an der Junioren-WM teil, bei der er 16. des Einzels, 28. des Sprints und 44. der Verfolgung wurde. Es folgten die Biathlon-Europameisterschaften 2002 in Kontiolahti, wo er bei den Juniorenrennen startete und 35. des Einzels sowie Fünfter mit der Staffel Finnlands wurde. Die Junioren-WM 2003 in Kościelisko wurde zur dritten Veranstaltung dieser Art für Kantanen. In Polen wurde er 43. des Sprints, 50. der Verfolgung und Neunter mit der Staffel. Ein Jahr darauf nahm der Finne in der Haute-Maurienne an seiner letzten Junioren-WM teil. Er wurde 24. des Einzels, 37. des Sprints, 42. der Verfolgung und Sechster im Staffelwettbewerb.
2004 startete Kantanen in Pokljuka erstmals im Biathlon-Weltcup und wurde bei einem Sprintrennen 92. In Östersund nahm er wenig später an der Militär-Skiweltmeisterschaft 2004 teil und wurde 48. des Sprintrennens. In den Saisonen 2004/05 und 2005/06 startete der Finne häufiger im Weltcup, ohne jedoch je Punkte gewinnen zu können. In Kontiolahti erreichte er mit einem 49. Platz in einem Verfolgungsrennen 2006 sein bislang bestes Resultat im Weltcup bei einem Einzelrennen. Es war das einzige Mal, dass er sich für einen Verfolger qualifizieren konnte. Mit der Staffel erreichte er 2005 in Oberhof an der Seite von Jouni Kinnunen, Timo Antila und Jarkko Kauppinen mit Rang neun sein bestes Staffel-Ergebnis. 2006 nahm er erstmals an den Biathlon-Europameisterschaften der Männer teil und wurde in Langdorf 18. des Einzels, 46. des Sprints, 38. der Verfolgung und als Startläufer gemeinsam mit Matti Hakala, Ville Laitinen und Antti Kajan 15. mit der Staffel. Ein Jahr später wurde Kantanen in Bansko 45. des Einzels, 47. des Sprints und mit Tapio Pukki, Ville Toivonen und Marko Juhani Mänttäri als Schlussläufer Elfter im Staffelrennen. Seit 2008 startete er zumeist im IBU-Cup, erreichte jedoch selten die Region seiner Bestleistung, einem achten Rang in einem Einzel, erreicht 2009 in Ridnaun. Im Weltcup hat der Finne weiterhin sporadisch Einsätze. In Presque Isle konnte er mit Mari Laukkanen, Kaisa Mäkäräinen und Jarkko Kauppinen im Mixed mit Rang neun seine Weltcup-Bestleistung einstellen.

## Biathlon-Weltcup-Platzierungen
Die Tabelle zeigt alle Platzierungen (je nach Austragungsjahr einschließlich Olympische Spiele und Weltmeisterschaften).
- 1.–3. Platz: Anzahl der Podiumsplatzierungen
- Top 10: Anzahl der Platzierungen unter den ersten zehn (einschließlich Podium)
- Punkteränge: Anzahl der Platzierungen innerhalb der Punkteränge (einschließlich Podium und Top 10)
- Starts: Anzahl gelaufener Rennen in der jeweiligen Disziplin
- Staffel: inklusive Mixed- und Single-Mixed-Staffeln

| Platzierung                      | Einzel | Sprint | Verfolgung | Massenstart | Staffel | Gesamt |
| -------------------------------- | ------ | ------ | ---------- | ----------- | ------- | ------ |
| 1. Platz                         |        |        |            |             |         |        |
| 2. Platz                         |        |        |            |             |         |        |
| 3. Platz                         |        |        |            |             |         |        |
| Top 10                           |        |        |            |             | 2       | 2      |
| Punkteränge                      |        |        |            |             | 7       | 7      |
| Starts                           | 3      | 17     | 1          |             | 8       | 29     |
| Stand: nach der Saison 2010/2011 |        |        |            |             |         |        |